# غاريث لو
غاريث لو (بالإنجليزية: Gareth Low Jun Kit)‏ هو لاعب كرة قدم سنغافوري في مركز الوسط، ولد في 28 فبراير 1997 في سنغافورة. لعب مع يانج لايونز.

## وصلات خارجية
- غاريث لو على موقع قاعدة بيانات كرة القدم.إي يو (الإنجليزية)
- غاريث لو على موقع Soccerway.com (الإنجليزية)